# Antonio Tajani
Antonio Tajani, född 4 augusti 1953 i Rom, är en italiensk jurist och politiker. Han var Europaparlamentets talman mellan 2017 och 2019. Han är också ledamot av Europaparlamentet sedan 2014, och tidigare mellan åren 1994–2008. Han har tidigare även varit EU-kommissionär.
Tajani har en juristexamen (LL.M.) från La Sapienza.
I sin ungdom tillhörde han det monarkistiska Partito Democratico Italiano di Unità Monarchica. År 1994 var han en av grundarna av partiet Forza Italia, som 2009 uppgick i Frihetens folk, som i sin tur upplöstes 2013. Därefter har Tajani varit medlem i det nya Forza Italia.
Han var ledamot av Europaparlamentet åren 1994–2008 och satt med i partigruppen EPP för kristdemokrater och konservativa. Han gick sedan över till EU-kommissionen för att bli kommissionär. I Kommissionen Barroso I var Tajani transportkommissionär (2008–2010), och från den 10 februari 2010 ansvarade han för näringsliv och företagande, samt var vice ordförande i Kommissionen Barroso II. Han ställde upp i Europaparlamentsvalet 2014 och tog ånyo plats i parlamentet den 1 juli 2014, varför han avgick som kommissionär.